# Križevačko-podravski dijalekt
Križevačko-podravski dijalekt ili istočni kajkavski dijalekt je jedan od glavnih dijalekata kajkavskog narječja. Odlikuje se dalekosežnim promjenama u akcentuaciji – unakrsnom metatonijom cirkumfleksa i novog psl. akuta, s velikim razlikama među govorima.
Akcenatsko mjesto ograničeno na posljednja dva sloga riječi. U nekim je govorima očuvan samostalan refleks nazalnog o i samoglasnog l (zatvoreno o), u drugima je izjednačen s u.
Ako se gleda kao skupina, obično se dijeli na sljedeće (pod)dijalekte; podravski, glovničko-bilogorski, gornjolonjski, podravski i sjevernomoslavački.
U prošlosti je većinom obuhvaćao područja stare križevačke županije, te se nastavljao na šćakavsko-kajkavske govore u Podunavlju.
Po Lončariću, govori koji su bili na području bivše vojne granice obuhvaćaju velik dio kajkaviziranih novoštokavaca.
Govori se na području Moslavine i Podravine od Koprivnice do novoštokavsko jekavskih (južni dijalekt) područja u zapadnoj Slavoniji. Na istoku se i prepliće s podravskim poddijalektom slavonske šćakavice (starošćakavskog zatvorenog e), s kojim je nekoć bio čvršće povezan. Neki od poddijalekata pokazuju i osobine naknadno kajkaviziranih štokavskih govora.
Dijalekt se može podijeliti na više poddijalekata (koje neki jezikoslovci, npr. Lončarić smatraju i samostalnim dijalektima); Gornjolonjski, Glovničko-bilogorski, Sjevernomoslavački i Podravski.